# برونو باتيستا بيريرا بيريس
برونو باتيستا بيريرا بيريس هو لاعب كرة قدم برازيلي في مركز الدفاع، ولد في 12 مايو 1992 في Osvaldo Cruz, São Paulo ‏ في البرازيل. لعب مع نادي تشياباس.

## وصلات خارجية
- برونو باتيستا بيريرا بيريس على موقع قاعدة بيانات كرة القدم.إي يو (الإنجليزية)
- برونو باتيستا بيريرا بيريس على موقع Soccerway.com (الإنجليزية)
- برونو باتيستا بيريرا بيريس على موقع AS.com (الإسبانية)